# تپه حشار
تپه حشار مربوط به دوره پارت - دوره ساسانی - دوره اسلامی قرن ۶ تا ۸ ه.ق است و در شهرستان پیرانشهر، بخش لاجان، دهستان لاهیجان غربی، روستای جلدیان واقع شده است. این اثر در تاریخ ۳۰ دی ۱۳۸۵ با شمارهٔ ثبت ۱۶۸۳۸ به عنوان یکی از آثار ملی ایران به ثبت رسیده است.